# Normandische Boerenopstand
De Normandische Boerenopstand vond plaats in het jaar 996 in het hertogdom Normandië.

## Context
Na de dood van hertog Richard I van Normandië in 996 werd zijn zoon en opvolger Richard II geconfronteerd met twee opstanden. De eerste werd geleid door zijn halfbroer Willem I van Eu, opstand van de edelen, de tweede was een opstand van de boeren.
De boeren waren boos omdat ze hun vrijheden om de bossen en de waterlopen te betreden waren ingeperkt. Ze stuurden per regio twee afgevaardigden naar de hertog om hun grieven te laten blijken. De sterke man in het hertogdom was Rudolf van Ivry, de oom van Richard II. Rudolf nam de afgevaardigden gevangen, liet hen handen en voeten afhakken en stuurde ze terug naar hun streek om duidelijk te maken, dat er met de macht niet werd gesold.